# Garrison (Kentucky)
Garrison es un lugar designado por el censo ubicado en el condado de Lewis en el estado estadounidense de Kentucky. En el Censo de 2010 tenía una población de 866 habitantes y una densidad poblacional de 121,02 personas por km².

## Geografía
Garrison se encuentra ubicado en las coordenadas 38°36′24″N 83°10′55″O / 38.60667, -83.18194. Según la Oficina del Censo de los Estados Unidos, Garrison tiene una superficie total de 7.16 km², de la cual 6.98 km² corresponden a tierra firme y (2.42%) 0.17 km² es agua.

## Demografía
Según el censo de 2010, había 866 personas residiendo en Garrison. La densidad de población era de 121,02 hab./km². De los 866 habitantes, Garrison estaba compuesto por el 98.85% blancos, el 0.35% eran afroamericanos, el 0.12% eran amerindios, el 0.12% eran asiáticos, el 0% eran isleños del Pacífico, el 0.23% eran de otras razas y el 0.35% pertenecían a dos o más razas. Del total de la población el 0.35% eran hispanos o latinos de cualquier raza.